# 梅原淳
梅原 淳（うめはら じゅん、1965年（昭和40年）6月6日 - ）は、日本の鉄道ジャーナリスト。合同会社ウメハラトレイン代表社員、千葉県富津市在住。

## 経歴
東京都世田谷区生まれ。経堂駅の近所に住んでおり、赤ん坊の頃は小田急ロマンスカーをずっと眺めていたという。父の仕事の関係で、杉並区、横浜市、サンフランシスコと転々とする。中学3年の終わりに帰国し、東京学芸大学附属高等学校大泉校舎に入学。高校・大学時代は自転車競技に打ち込む。
青山学院大学経営学部卒業後の1989年、三井銀行に入行。2年後に鉄道雑誌『鉄道ファン』編集者として交友社に入社。ここで4年間勤めたのち1994年に退社、ベンチャービジネス雑誌『頭で儲ける時代』の編集者としてあいであ・らいふに入社。2年後に会社の経営が悪化したため退社、文化放送ブレーンに転職し、複数の雑誌・情報誌の編集に関わった。
2000年にフリー記者として独立。2001年に初の著書『鉄道・車両の謎と不思議』（東京堂出版）、第2作『新幹線の謎と不思議』（東京堂出版）を出版。以降は著書を多数出版するほか、東洋経済新報社のウェブサイト『東洋経済オンライン』のコーナー「鉄道最前線」執筆者の一人でもあり、各地での講演活動や『ひるおび!』を初めとするテレビ番組のコメンテーターも務める。行政・自治体による鉄道調査への協力なども行っており、2018年4月には福岡市地下鉄経営戦略懇話会の委員に就任した。

## 著作
- 鉄道・車両の謎と不思議（東京堂出版, 2001.9）ISBN 4-490-20444-2
- 新幹線の謎と不思議（東京堂出版, 2002.9）ISBN 4-490-20475-2
- 鉄道駅と路線の謎と不思議（東京堂出版, 2004.9）ISBN 4-490-20531-7
- 「80年代鉄道」の再発見（中央書院, 2004.9）ISBN 4-88732-149-X
- 国鉄形車両事故の謎とゆくえ（池口英司との共著, 東京堂出版, 2005.9）ISBN 4-490-20563-5
- 鉄道の大常識 (これだけは知っておきたい! ; 37)（監修・著, ポプラ社, 2007.1）ISBN 978-4-591-09558-4
- まるごと!新幹線 : ビジュアル図解（編, 同文舘出版, 2007.11）ISBN 978-4-495-57751-3
- 鉄道用語の不思議 (朝日新書)（朝日新聞社, 2007.12）ISBN 978-4-02-273188-3
- 新幹線不思議読本 (朝日文庫)（朝日新聞社, 2007.4）ISBN 978-4-02-261528-2
- 追憶新幹線0系 (キャンDVDブックス)（持田昭俊, 寺本光照との共著, JTBパブリッシング, 2008.11）ISBN 978-4-533-07299-4
- 新幹線「徹底追究」謎と不思議（東京堂出版, 2008.3）ISBN 978-4-490-20630-2
- 新幹線のすべて (ぶんか社文庫. ズバリ図解)（監修, ぶんか社, 2008.3）ISBN 978-4-8211-5148-6
- 笑う鉄道 : 関西私鉄読本（監修, ヨシモトブックス, 2008.5）ISBN 978-4-8470-1769-8
- 鉄道不思議読本 (朝日文庫)（朝日新聞出版, 2008.7）ISBN 978-4-02-261579-4
- 鉄道101の謎 : どこまで速くなる?日本の「鉄道」は世界一!（監修, 河出書房新社, 2008.9）ISBN 978-4-309-22490-9
- 新幹線、国道1号を走る : N700系陸送を支える男達の哲学 (交通新聞社新書 ; 009)（東良美季との共著, 交通新聞社, 2009.10）ISBN 978-4-330-10109-5
- 鉄道歴史読本(とくほん) (朝日文庫 ; う14-3)（朝日新聞出版, 2009.3）ISBN 978-4-02-261604-3
- 笑う鉄道 : 関東私鉄読本 上京編（監修, ヨシモトブックス, 2009.6）ISBN 978-4-8470-1844-2
- 関西 : 鉄道地図帳 (レールウェイマップル)（監修, 昭文社, 2010）ISBN 978-4-398-65305-5
- 中部 : 鉄道地図帳 (レールウェイマップル)（監修, 昭文社, 2010）ISBN 978-4-398-65304-8
- 中国・四国 : 鉄道地図帳 (レールウェイマップル)（監修, 昭文社, 2010）ISBN 978-4-398-65306-2
- 関東 : 鉄道地図帳 (レールウェイマップル)（監修, 昭文社, 2010）ISBN 978-4-398-65303-1
- 東北 : 鉄道地図帳 (レールウェイマップル)（監修, 昭文社, 2010）ISBN 978-4-398-65302-4
- 北海道 : 鉄道地図帳 (レールウェイマップル)（監修, 昭文社, 2010）ISBN 978-4-398-65301-7
- 毎日乗っている地下鉄の謎 (平凡社新書 ; 550)（平凡社, 2010.10）ISBN 978-4-582-85550-0
- 九州 : 鉄道地図帳 (レールウェイマップル)（監修, 昭文社, 2010(2刷)）ISBN 978-4-398-65307-9
- 鉄道駅・路線不思議読本(とくほん) (朝日文庫 ; う14-4)（朝日新聞出版, 2010.6）ISBN 978-4-02-261668-5
- 進化する路面電車 : 超低床電車はいかにして国産化されたのか (交通新聞社新書 ; 018)（史絵との共著, 交通新聞社, 2010.6）ISBN 978-4-330-14610-2
- 新幹線の科学 : なぜ線路際に信号機がないの?どうして超高速で分岐できるの? (サイエンス・アイ新書 ; SIS-172)（ソフトバンククリエイティブ, 2010.7）ISBN 978-4-7973-5009-8
- 特急列車のすべて : 乗る楽しみが100倍になる! (雑学3分間ビジュアル図解シリーズ)（PHP研究所, 2010.8）ISBN 978-4-569-79041-1
- カシオペアvsトワイライトエクスプレス : 2大豪華寝台特急の愉しみ方 : カラー版 (Color新書y)（中嶋茂雄との共著, 洋泉社, 2011.3）ISBN 978-4-86248-685-1
- 鉄道の未来学 (角川oneテーマ21 ; B-150)（角川書店, 2011.9）ISBN 978-4-04-110023-3
- ココがスゴい新幹線の技術 : 速さと安全を支えるしくみを大公開 (子供の科学・サイエンスブックス)（誠文堂新光社, 2012.3）ISBN 978-4-416-21212-7
- 鉄道・貨物の謎と不思議（東京堂出版, 2012.7）ISBN 978-4-490-20788-0
- なぜ風が吹くと電車は止まるのか : 鉄道と自然災害 (PHP新書 ; 816)（PHP研究所, 2012.8）ISBN 978-4-569-80348-7
- JR崩壊 : なぜ連続事故は起こったのか? (角川oneテーマ21 ; D-3)（KADOKAWA, 2013.12）ISBN 978-4-04-110674-7
- 485系物語 : 全国を席巻した国鉄代表形式 (キャンブックス. 鉄道 ; 129)（JTBパブリッシング, 2013.3）ISBN 978-4-533-08974-9
- いまこそ楽しみたい新幹線の旅 : 夢の超特急誕生から50年 : 歴代の全車種・全駅・車両基地の詳細データ掲載! (PHPビジュアル実用BOOKS)（PHP研究所, 2014.9）ISBN 978-4-569-82013-2
- 最後の国鉄直流特急型電車 : 183・185・381系物語 (キャンブックス. 鉄道 ; 152)（編著, JTBパブリッシング, 2015.5）ISBN 978-4-533-10431-2
- なんでもわかる!鉄道用語大事典 (朝日文庫 ; う14-5)（朝日新聞出版, 2015.9）ISBN 978-4-02-261837-5
- 最新新幹線事情 : 歴史、技術、サービス、そして未来 (平凡社新書 ; 805)（平凡社, 2016.3）ISBN 978-4-582-85805-1
- 知られざる新幹線の「謎」100（監修, 宝島社, 2016.3）ISBN 978-4-8002-5394-1
- 鉄道ダイヤを支える技術 : 閉そく・信号・合図・標識（秀和システム, 2016.3）ISBN 978-4-7980-4630-3
- 定刻運行を支える技術 : 遅延要因・運転整理の手法（秀和システム, 2016.9）ISBN 978-4-7980-4705-8
- ビジュアル日本の鉄道の歴史 1（ゆまに書房, 2017.4）ISBN 978-4-8433-5119-2
- ビジュアル日本の鉄道の歴史 2（ゆまに書房, 2017.5）ISBN 978-4-8433-5120-8
- ビジュアル日本の鉄道の歴史 3（ゆまに書房, 2017.6）ISBN 978-4-8433-5121-5
- 最後の国鉄電車ガイドブック : 今、振り返る国鉄時代ラストを飾る360形式（坂正博, 栗原景との共著, 誠文堂新光社, 2017.8）ISBN 978-4-416-61731-1
- 電車たちの「第二の人生」 : 活躍し続ける車両とその事情 (交通新聞社新書 ; 126)（交通新聞社, 2018.10）ISBN 978-4-330-91818-1
- JRは生き残れるのか : 人口減少時代のJR7社の未来（洋泉社, 2018.5）ISBN 978-4-8003-1477-2
- ワクワク!!ローカル鉄道路線 北海道・北東北編（ゆまに書房, 2018.6）ISBN 978-4-8433-5329-5
- ワクワク!!ローカル鉄道路線 南東北・北関東編（ゆまに書房, 2018.8）ISBN 978-4-8433-5330-1
- ワクワク!!ローカル鉄道路線 北陸・信越・中部編（ゆまに書房, 2019.1）ISBN 9784843353325
- JR貨物の魅力を探る本 : 鉄道貨物輸送の舞台ウラのすべて!（河出書房新社, 2019.2）ISBN 9784309227580
- ワクワク!!ローカル鉄道路線 関西編（ゆまに書房, 2019.3）ISBN 9784843353332
- ワクワク!!ローカル鉄道路線 中国・四国・九州・沖縄編（ゆまに書房, 2019.5）ISBN 9784843353349
- 新幹線の科学 : 進化し続ける日本の「大動脈」を支える技術（SBクリエイティブ, 2019.9）ISBN 9784797397093

## 出演番組
- 鉄道伝説スペシャル (BSフジ)
  - 決定!歴史を駆け抜けた日本の鉄道車両ベスト30 (2019年10月13日)[6]
  - 時代を走る鉄道たち2020春 (2020年4月26日)[7]
- 子ども科学電話相談（NHKラジオ第1）
  - 「鉄道」担当